# Rudolf Clausius
Rudolf Julius Emmanuel Clausius (Köslin, province de Poméranie, 2 janvier 1822 – Bonn, 24 août 1888) est un physicien prussien connu pour ses contributions majeures à la thermodynamique.

## Biographie
Fils de pasteur, Clausius effectua ses études secondaires au lycée de Stettin puis étudia les mathématiques et la physique à partir de 1840 à Berlin avec, entre autres professeurs, G. Magnus, Lejeune-Dirichlet, Jakob Steiner ; il suivait également les cours d'histoire de Leopold von Ranke. En 1847 il soutint sa thèse, consacrée aux aberrations optiques créées par l'atmosphère terrestre, à Halle sous la direction de Johann Salomo Christoph Schweigger (de). Il enseigne ensuite la physique et les mathématiques au lycée de Friedrichswerder à Berlin jusqu'en 1850. Cette année-là, il est nommé professeur de physique à l'école combinée d'artillerie et du génie de Berlin, et exerce en tant que privat-docent à l'Université Frédéric-Guillaume de Berlin. Il a été successivement professeur à Zurich (1855), Wurtzbourg (1867) puis à Bonn (1869) où il termina sa carrière.
Il effectua la guerre de 1870 comme chef d'une compagnie de brancardiers formée d'étudiants volontaires, et reçut une blessure au genou qui le laissa handicapé à vie.
Sa première femme est morte en couches à la naissance de leur sixième enfant, en 1875. Sa fille Mathilde, qui tint ensuite son ménage et assurait l'éducation de ses frères et sœurs, épousa en 1882 le théologien Friedrich Zimmer (de),. Clausius s'est remarié deux ans avant sa mort.

## Travaux
Découvrant au hasard de ses recherches l'ouvrage oublié Réflexions sur la puissance motrice du feu de Nicolas Léonard Sadi Carnot, il en comprit immédiatement la portée et en assura la promotion auprès des physiciens de son époque.
Il complète l'énoncé de la deuxième loi de la thermodynamique (1850), et inventa le concept d'entropie en 1865.
Il est reconnu sur le plan international comme le véritable énonciateur du second principe de la thermodynamique puisque ayant introduit la notion d'entropie toujours utilisée aujourd'hui.
Clausius justifie son choix dans Sur diverses formes des équations fondamentales de la théorie mécanique de la chaleur (1865) :
« Je préfère emprunter aux langues anciennes les noms des quantités scientifiques importantes, afin qu'ils puissent rester les mêmes dans toutes les langues vivantes ; je proposerai donc d'appeler la quantité S l'entropie du corps, d'après le mot grec η τροπη une transformation. C'est à dessein que j'ai formé ce mot entropie, de manière qu'il se rapproche autant que possible du mot énergie ; car ces deux quantités ont une telle analogie dans leur signification physique qu'une analogie de dénomination m'a paru utile. » (cité dans Dictionnaire d'histoire et de philosophie des sciences de Dominique Lecourt, PUF, 1999).
Ses travaux sur la thermodynamique lui valurent la médaille Copley en 1879.

## Publications
- De la fonction potentielle et du potentiel, Gauthier-Villars (Paris), 1870, Texte en ligne disponible sur LillOnum